# Никольское (Галичский район)
Нико́льское — село в Степановском сельском поселении Галичского района Костромской области России.

## География
Деревня расположена недалеко от автодороги Судиславль — Солигалич Р100, на берегу реки Едомша.

## История
Согласно Спискам населенных мест Российской империи в 1872 году село Никольское относилось к 1 стану Галичского уезда Костромской губернии. В нём числилось 6 дворов, проживали 21 мужчина и 25 женщин. В селе имелась православная церковь.
Согласно переписи населения 1897 года в селе проживало 67 человек (29 мужчин и 38 женщин).
Согласно Списку населенных мест Костромской губернии в 1907 году село Никольское относилось к Быковской волости Галичского уезда Костромской губернии. По сведениям волостного правления за 1907 год в нём числилось 15 крестьянских дворов и 68 жителей. Основным занятием жителей деревни, помимо земледелия, был малярный промысел.
До муниципальной реформы 2010 года деревня также входила в состав Степановского сельского поселения.

## Население
| 2008 | 2010 | 2012 | 2014 |
| ---- | ---- | ---- | ---- |
| 0    | →0   | →0   | →0   |